# Ini Kamoze
Ini Kamoze (* 9. Oktober 1957 in Port Maria, Saint Mary Parish als Cecil Campbell) ist ein jamaikanischer Reggae- und Dancehallsänger.

## Werdegang
Ini Kamoze wuchs bei seinem Großvater auf. Er brach die Schule ab und lebte einige Zeit auf der Straße. Erste erfolgreiche Schritte machte er als Comedy- und Buchautor.

### Frühe Karriere
Kamozes musikalische Karriere begann Anfang der 1980er Jahre. Seine Debütsingle World Affairs erschien im Jahr 1981. Er wurde von Sly & Robbie entdeckt und bei deren Label Taxi unter Vertrag genommen. Mit der Single Trouble You Trouble Me hatte er seinen ersten Hit. Bekannt wurde er aber vor allem durch seine Bühnenauftritte und er erwarb sich den Spitznamen „Voice of Jamaica“. Nach mehreren Singles erschien 1984 sein erstes Album Ini Kamoze, das über Island Records auch international veröffentlicht wurde. Im selben Jahr folgte ein erfolgreicher Auftritt beim renommierten Reggae Sunsplash, die Single Call the Police für einen Filmsoundtrack und ein zweites Album mit dem Titel Statement. Der 1984 erschienene Song World a Music wurde besonders bekannt, weil Damian Marley 2005 den später als World Jam bekannten Riddim aus ebendiesem Song mitsamt dem Ausruf „Out in the street the call it merther“ für seinen eigenen Titel Welcome to Jamrock benutzte. Damian Marley erreichte damit seinen ersten großen Erfolg.
Im Jahr darauf tourte Kamoze mit anderen jamaikanischen Musikern auch durch Europa und machte sich dort in der Reggae- und Dancehall-Szene einen Namen. Mit der Taxi Connection seines Labels nahm er ein Livealbum in London auf. Mit der One Two Crew tourte er 1987 auch durch die USA. In den folgenden Jahren wurde es ruhiger um den Reggaemusiker. Er gründete ein eigenes Label und hatte kleinere Erfolge mit Veröffentlichungen wie dem Album 16 Vibes of Ini Kamoze und dem Song Another Sound. Er arbeitete auch mit Fatis Burrell zusammen und hatte Ende der 80er gemeinsam mit ihm mit Hotter This Year einen Dancehall-Erfolg. Danach war Anfang der 90er mehrere Jahre nichts von ihm zu hören.

### Hotstepper
1994 nahm Kamoze das Lied Here Comes the Hotstepper auf. Produziert wurde es von Salaam Remi. Der markante „Na-na-na“-Gesang ist dem Soulsong Land of 1000 Dances, im Original von Chris Kenner und 1966 ein Hit für Wilson Pickett, nachempfunden. Der Song erschien zuerst auf einem Sampler und wurde als Singleauskopplung zum Hit. Er wurde auch in den Soundtrack zu Robert Altmans Spielfilm Prêt-à-Porter aufgenommen. Dadurch bekam das Lied internationale Aufmerksamkeit und entwickelte sich zu einem weltweiten Erfolg. In den USA war das Lied zwei Wochen auf Platz 1 und verkaufte sich über eine Million Mal (Platin-Auszeichnung). In Neuseeland und Dänemark stand es ebenfalls an der Spitze der Charts, in zahlreichen weiteren Ländern, darunter England und die deutschsprachigen Länder, kam Kamoze damit in die Top 10.
In der Folge konnte der Jamaikaner mit dem Song Listen Me Tic (Woyoi) und einem nach dem großen Hit benannten Kompilationsalbum noch kleinere Erfolge feiern. Auch nahm ihn das US-Label Elektra unter Vertrag und veröffentlichte 1995 ein neues Album mit dem Titel Lyrical Gangsta, einem Begriff aus dem Text des Hotstepper-Lieds. Darin versuchte er, mit Hip-Hop an den Hit anzuknüpfen. Doch der Erfolg blieb aus und so wurde es wieder lange ruhiger um ihn. Erst 2006 folgte seine nächste Albumveröffentlichung, eine Doppel-CD mit Neuaufnahmen seiner alten Hits. 2009 folgte mit 51 50 Rule ein neues Album bei seinem eigenen Label.

## Diskografie

### Alben
- 1984: Ini Kamoze
- 1984: Statement
- 1986: Pirate
- 1988: Shocking Out
- 1992: 16 Vibes of Ini Kamoze
- 1995: Lyrical Gangsta
- 2009: 51 50 Rule

### Kompilationen
- 1992: 16 Vibes of Ini Kamoze
- 1995: Here Comes the Hotstepper
- 2005: Debut (2 CDs)

### Singles
- 1981: World Affairs
- 1982: Mer-Tel-Ler
- 1983: Trouble You a Trouble Me
- 1985: Call the Police
- 1986: Pirate
- 1986: England Be Nice
- 1986: Respect Due
- 1987: Shocking Out
- 1989: Stress
- 1990: Me and Mi Gun
- 1990: Hot Stepper
- 1990: Hot Stepper Returns
- 1990: Another Sound
- 1990: All I Want for Christmas
- 1991: Hardware
- 1994: Here Comes the Hotstepper
- 1995: Listen Me Tic (Woyoi)
- 1995: How U Living
- 1995: Hotter This Year
- 1995: Hill and Gully Ride
- 1995: Killdatsounboy
- 1995: Jah Never Fail I
- 1995: Don’t Burn Ya Bridge
- 1996: No Watch No Face
- 1998: Rise Up (Jamaica United starring Ziggy Marley, Buju Banton, Diana King, Shaggy, Maxi Priest, Ini Kamoze und Toots Hibbert)
- 1998: Kingstock
- 2000: One a Dem
- 2002: Who so Ever Get Slay
- 2004: Hotsteppa
- 2005: World a Reggae
- 2005: Too Good
- 2006: My Girl
- 2006: Goodness & Mercy
- 2008: R. A. W. (mit Sizzla Kalonji)
- 2008: Rasta Nation Now
- 2024: I Want You (mit Lila Iké)

## Auszeichnungen für Musikverkäufe
| Silberne Schallplatte - Frankreich - 1995: für die Single Here Comes the Hotstepper Platin-Schallplatte - Australien - 1995: für die Single Here Comes the Hotstepper - Europa - 1995: für die Single Here Comes the Hotstepper - Neuseeland - 1995: für die Single Here Comes the Hotstepper |

Anmerkung: Auszeichnungen in Ländern aus den Charttabellen bzw. Chartboxen sind in ebendiesen zu finden.
| Land/RegionAuszeichnungen für Musikverkäufe (Land/Region, Auszeichnungen, Verkäufe, Quellen) | Silber  | Gold  | Platin     | Verkäufe    | Quellen                   |
| -------------------------------------------------------------------------------------------- | ------- | ----- | ---------- | ----------- | ------------------------- |
| Australien (ARIA)                                                                            | —       | —     | Platin1    | 70.000      | aria.com.au               |
| Deutschland (BVMI)                                                                           | —       | Gold1 | —          | 250.000     | musikindustrie.de         |
| Europa (IFPI)                                                                                | —       | —     | Platin1    | (1.000.000) | Einzelnachweise           |
| Frankreich (SNEP)                                                                            | Silber1 | —     | —          | 125.000     | infodisc.fr               |
| Neuseeland (RMNZ)                                                                            | —       | —     | Platin1    | 10.000      | aotearoamusiccharts.co.nz |
| Vereinigte Staaten (RIAA)                                                                    | —       | —     | 2× Platin2 | 2.000.000   | riaa.com                  |
| Vereinigtes Königreich (BPI)                                                                 | —       | —     | Platin1    | 600.000     | bpi.co.uk                 |
| Insgesamt                                                                                    | Silber1 | Gold1 | 6× Platin6 |             |                           |

## Coverversionen
- 2015: DeSchoWieda, Do kummt da Schuahplattla (Coverversion von Here Comes the Hotstepper)